# Campoplex rufigastor
Campoplex rufigastor är en stekelart som beskrevs av Gupta och Maheshwary 1977. Campoplex rufigastor ingår i släktet Campoplex och familjen brokparasitsteklar. Inga underarter finns listade.